# Alien Weaponry
Alien Weaponry és una banda de heavy metal de Waipu, Nova Zelanda, format l'any 2010 pels germans Henry i Lewis de Jong.
La banda consisteix en Henry de Jong (bateria), Lewis de Jong (guitarres i veus), i Ethan Trembath (baix). Tots tres membres tenen ancestres Māori i moltes de les seves cançons són escrits en la llengua Māori.

## Història
Alien Weaponry es va formar com a banda a Auckland l'any 2010 pel bateria Henry de Jong i el guitarrista i vocalista Lewis de Jong qui tenien només 10 i 8 anys respectivament. Els germans van anomenar la banda Alien Weaponry després de mirar el film Districte9, i després de moure's a la ciutat petita de Waipu es va unir a la banda el baixista Ethan Trembath l'abril 2013. Tots tres tenien ancestres Māori. Trembath va ser reemplaçat per Wyatt Channings qui breument havia tocat el baix per la banda l'any anterior. La banda és dirigida per Niel, el pare dels nois Jong, i que és un experimentat músic de rock i enginyer de so. La seva mare Jette també està implicada en la banda, assistint a gires i publicitat.
El 2016, la banda va guanyar tant les finals nacionals de Smokefreerockquest com Smokefree Pacifica Beats — l'única banda que ha guanyat tots dos esdeveniments. Abans havien arribat en segon lloc al Smokefree Rockquest de 2015 i han estat finalistes regionals durant quatre anys seguits. La banda també va recórrer Nova Zelanda junt amb Devilskin en la seva gira "We Rise" el 2014 i va actuar a The Powerstation en suport de Shihad el maig de 2015. Es creu que Alien Weaponry són els destinataris més joves que mai han rebut finançament de New Zealand on Air amb la seva cançó "Rū Ana Te Whenua" l'octubre de 2015. Van rebre una subvenció de 10.000 dòlars per completar la gravació de la seva cançó i produir un vídeo el 2015 i després altres dos ajuts NZ On Air de 10.000 dòlars el 2016 per enregistrar els seus senzills "Urutaa" i "Raupatu" i produir vídeos musicals.
El 2016, la banda va ser nomenada pel UK Metal Hammer Magazine com un dels deu màxims esdeveniments de rock i metall de Nova Zelanda.
La banda va recórrer Europa i Amèrica del Nord per primera vegada durant la darrera meitat del 2018, actuant com a acte de suport per a Ministry en la seva gira nord-americana. Durant la gira europea, van actuar en diversos grans festivals de música, inclosos Metaldays, i Wacken Open Air, el festival de música de heavy metal més gran del món. La banda havia afirmat que tenien l'objectiu d'actuar a Wacken abans que Henry, el seu bateria, complís els 20 anys. Van aconseguir aquest objectiu, ja que Henry només tenia 18 anys en el moment de la seva actuació.
El 17 de febrer de 2019, la banda (al costat de Radio New-Zealand) va publicar una sèrie documental de deu parts titulada: "Alien Weaponry Shake Europe", que va documentar la seva gira europea de l'any anterior. El desembre de 2018, Holding My Breath va ser la cançó temàtica de NXT TakeOver . 

### Àlbums
Alien Weaponry va llançar el seu EP debut The Zego Sessions l'agost de 2014 i va començar a treballar en el seu àlbum de debut als estudis de Roundhead Studios de Neil Finn a Auckland amb el productor discogràfic Tom Larkin el setembre de 2015. El novembre de 2016, Alien Weaponry va llançar el seu senzill i vídeo musical per a "Urutaa" com a primera mostra del seu proper àlbum. El febrer del 2017 van llançar el seu segon senzill "Raupatu" i el juliol del 2017 van llançar "Rū Ana Te Whenua".
L'1 de juny de 2018, el seu àlbum Tū va ser publicat, debutant al número cinc de les llistes d'àlbums de Nova Zelanda, el millor àlbum neozelandès de la setmana. L'àlbum va tenir més d'un milió de reproduccions a Spotify en la seva primera setmana de llançament; i les pistes del qual es van afegir a més de 8.000 llistes de reproducció a tot el món, incloses les llistes de reproducció de gènere de metall de Spotify New Blood, New Metal Tracks, Kickass Metal i Thrash Metal Big 4 & Friends. Les cançons de l'àlbum també varen ser a llistes de reproducció per més de 50 emissores de ràdio als Estats Units durant la seva primera setmana, amb el single de la banda "Kai Tangata" arribant fins al núm. 1 al compte enrere del prestigiós "Devil's Dozen" per al programa Liquid Metal de Nova York, basat en pesos pesants del metall com Sirius XM, de Parkway Drive, des de les posicions més altes.

## Estil musical, influències i temes lírics
El single de debut d'Alien Weaponry, "Urutaa", es canta parcialment en la llengua maori i originalment es tractava d'un xoc d'idees i expectatives que comportaven estrès i infelicitat, semblant a una plaga o a una urutaa (un esclat). Les lletres de Maori fan referència a fets ocorreguts a la badia de les illes a la dècada del 1800 i el que va seguir després que un rellotge de butxaca va caure involuntàriament al port. El malentès va culminar amb la crema de Boyd, un trist conjunt d'esdeveniments de la història colonial de Nova Zelanda. La banda diu, "Aquest incident s'utilitza en aquesta cançó com a metàfora dels malentesos que avui ens continuen plagant: entre cultures, generacions i individus que es turmenten mútuament per incomprensió".
El segon senzill de la banda "Raupatu" (publicat el febrer de 2017) tracta sobre les desamortitzacions del govern colonial neozelandès als anys 1800 i la legislació injusta de 1863 que va permetre que passés. El seu tercer senzill, "Rū Ana te Whenua" (la terra tremolosa), publicat l'1 de juliol de 2017, es refereix a la poderosa batalla a Pukehinahina / Gate Pa el 1864 on el rebesavi gran, Te Ahoaho, va perdre la vida.
L'estil musical de la banda ha estat descrit com "nü-metal tinged thrash" i "thrashing groove-metal", amb la banda que anomenant Metallica, Rage Against the Machine i Lamb of God com a inspiracions. Sovint s'assemblen a una versió maorí de l'era Roots de Sepultura, tant pel seu estil musical com per la infusió de la cultura indígena en la seva música.

## Discografia
Àlbums d'estudi
- Tū (2018)

## Membres
- Henry de Jong: bateria, segones veus
- Lewis de Jong - guitarres, veu principal
- Ethan Trembath: baix, segones veus